# Qutlugh Nigar Khanum
Qutlugh Nigar Khanum (in hindī कुतलुग निग़ार ख़ानम; ... – 10 giugno 1505) è stata una principessa mongola, figlia di Yunus Khan di Moghulistan. Fu regina consorte di Fergana come moglie principale di Umar Shaikh Mirza II e madre di Babur, fondatore dell'Impero Moghul.

## Biografia
Qutlugh Nigar Khanum nacque come figlia di Yunus Khan, Gran Khan del Moghulistan, e della sua consorte principale, Aisan Daulat Begum. Era la loro seconda figlia, dopo Mihr Nigar Khanum, e aveva anche una sorella minore, Khub Nigar Khanum. Per parte di padre, Nigar discendeva in linea diretta da Gengis Khan, fondatore dell'Impero mongolo. Era nota per essere stata bene istruita, al di sopra della media delle sue contemporanee della sua stessa condizione sociale e origine.
Nel 1475, Nigar e le sue sorelle sposarono ciascuna un figlio di Abu Sa'id Mirza, sovrano dell'Impero timuride. Nigar sposò Umar Shaikh Mirza II, un quarto figlio a cui era stato assegnato il governo di Fergana; mentre Mihr sposò Ahmed Mirza e Sultan (una sorellastra nata dalla consorte Shah Begum) Mahmud Mirza, figli maggiori e diretti eredi di Abu. I matrimonio erano atti a mettere pace fra le due nazioni, in precedenza in guerra fra loro.
Nigar diede a suo marito una figlia, Khanzada, nata nel 1478, e un figlio, Babur, nato nel 1483, che più tardi sarebbe divenuto il primo imperatore Moghul.
Rimase vedova nel 1492, e si occupò di allevare da sola i suoi figli con l'aiuto di sua madre. Accompagnava il figlio ovunque, compreso sui campi di battaglia.
Morì il 10 giugno 1505, dopo aver avuto la febbre alta per una settimana, vent'anni prima della salita al trono di suo figlio.